# Grabplatte von Bjolderup

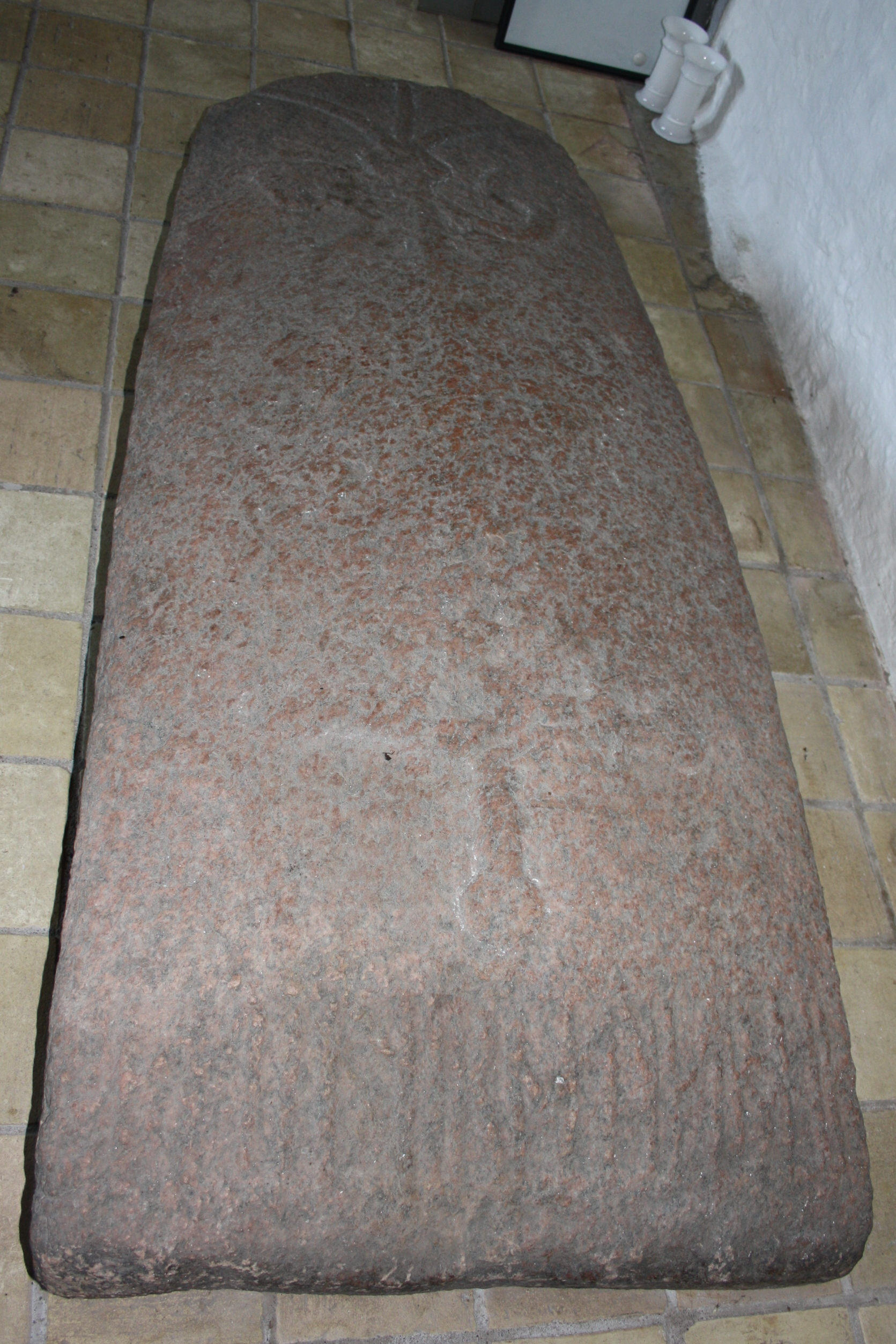
Grabplatte von Bjolderup

Die Grabplatte von Bjolderup (auch Bjolderup-Stein) ist ein steinerner Sargdeckel aus der Nachwikingerzeit um 1200 n. Chr. Er trägt eine Grabinschrift in Runen. Der Deckel wurde an der Tür der Kirche von Bjolderup, südwestlich von Aabenraa in Südjütland im südlichen Dänemark, gefunden und 1841 nach Kiel gebracht. Der älteste Teil dieser Kirche stammt aus dem 12. Jahrhundert. Die Kirche wurde auf einem Hügel errichtet, der schon vorchristlich als Kultplatz eine Rolle spielte. 
Die Inschrift lautet:
- Ketil Urnæ liggir her

übersetzt
- Ketil (von) Urne liegt hier.

Ketil gehörte dem Urne-Geschlecht an, das im Mittelalter Südjütlands größtes Landadelsgeschlecht war. Urne ist Namensteil der alten Thingstätte „Urnehoved tinge“, die am Heerweg liegt und Standort des Südjütländischen Landesthing war. Erik II. Emune soll am 18. September 1137 auf dem Thing von Urnehoved von dem Adligen Sorte Plov getötet worden sein. 
Der Sargdeckel wurde im Jahre 1986 wieder der Gemeinde Bjolderup überlassen, nachdem er Jahre im Schleswiger Landesmuseum für Vor- und Frühgeschichte im Schloss Gottorf ausgestellt war. Er befindet sich heute in der Kirche von Bjolderup.